# Feldberger Hütte
Das Naturschutzgebiet Feldberger Hütte ist ein 473 Hektar umfassendes Naturschutzgebiet nördlich des bei Feldberg gelegenen Sees Breiter Luzin in Mecklenburg-Vorpommern. Geschützt wird ein hügeliger, durch die Eiszeit geprägter Landschaftsausschnitt mit Buchenwäldern und kleinräumigen Feuchtgebieten in ehemaligen Toteisformen. Zahlreiche Hügelgräber belegen eine menschliche Besiedlung der Flächen seit der Steinzeit. Auf dem Schlossberg befand sich vor über 1000 Jahren eine slawische Burganlage. Die rechtliche Festsetzung erfolgte am 15. Juli 1957 mit zwei Erweiterungen in den Jahren 1961 und 1994. Das Naturschutzgebiet befindet sich im Naturpark Feldberger Seenlandschaft und ist auch nach EU-Recht als FFH-Gebiet und Vogelschutzgebiet eingestuft.
Der aktuelle Gebietszustand wird als gut eingestuft. Der alte Baumbestand weist eine große Artenvielfalt auf. Stark geschützte Arten wie Waldvögelein, Türkenbund-Lilie, Breitblättriges Knabenkraut und Vogel-Nestwurz kommen vor. Schreiadler, Kranich sowie Schwarz- und Mittelspecht leben im Gebiet, weiterhin Laubfrosch, Rotbauchunke, Knoblauchkröte sowie Teich- und Kammmolch.
Der südliche Teil des Schutzgebiets wird stark touristisch genutzt und ist durch Wanderwege erschlossen. Vom Reiherberg ist ein Ausblick über den Feldberger Haussee und die Stadt Feldberg möglich.
Die Flächen liegen zum Teil im Eigentum der Stiftung für Umwelt- und Naturschutz M-V.